# Unione del Centro Democratico (Grecia)
L'Unione del Centro Democratico (in greco: Ένωση Δημοκρατικού Κέντρου - ΕΔΗΚ, trasl. Enosi Dimokratikou Kentrou - EDIK) è un partito politico greco di orientamento social-liberale fondato nel 1976 dalla confluenza tra due distinti soggetti politici:
- l'Unione di Centro - Nuove Forze (Ένωσις Κέντρου - Νέες Δυνάμεις - ΕΚ–ΝΔ, trasl. Enosis Kéntrou - Nees Dunameis - EK-ND), sorta nel 1974 dalla fusione tra l'Unione di Centro e il movimento "Nuove Forze Politiche" (Νέες Πολιτικές Δυνάμεις, trasl. Nées Politikés Dunameis);
- l'Unione Democratica di Centro (Δημοκρατική Ένωση Κέντρου - ΔΕΚ, trasl. Demokratiké Enose Kéntrou - DEK), costituitasi nel 1974.

Sotto la guida di Geōrgios Mavros, il partito concorse alle parlamentari del 1977 ottenendo il 12% dei voti (alle parlamentari del 1974, l'EK-ND aveva raggiunto il 20,8%, mentre il DEK lo 0,2%).
Successivamente si avviò ad un rapido declino, perdendo la propria rappresentanza alle parlamentari del 1981.
In occasione delle parlamentari del 1985 giunse ad un accordo elettorale col Movimento Socialista Panellenico; l'intesa portò all'elezione di Iōannīs Zigdīs, segretario del partito.
In seguito non si presentò alle elezioni fino agli anni 2000, quando si unì alla lista di Revival Democratico e poi, dopo una svolta a sinistra, si presentò nelle liste di SYRIZA.

## Risultati
| Elezione                 | Voti    | %     | Seggi    |
| ------------------------ | ------- | ----- | -------- |
| Parlamentari 1977        | 612.786 | 11,95 | 16 / 300 |
| Parlamentari 1981        | 22.763  | 0,40  | 0 / 300  |
| Europee 1981             | 63.673  | 1,12  | 0 / 24   |
| Europee 1984             | 16.865  | 0,28  | 0 / 24   |
| Parlamentari 1985        | N.D.    | N.D.  | 1 / 300  |
| Europee 1989             | 18.399  | 0,28  | 0 / 300  |
| Parlamentari 1989 (Giu.) | 7.770   | 0,12  | 0 / 300  |
| 1.                       |         |       |          |